# Borgo Hermada

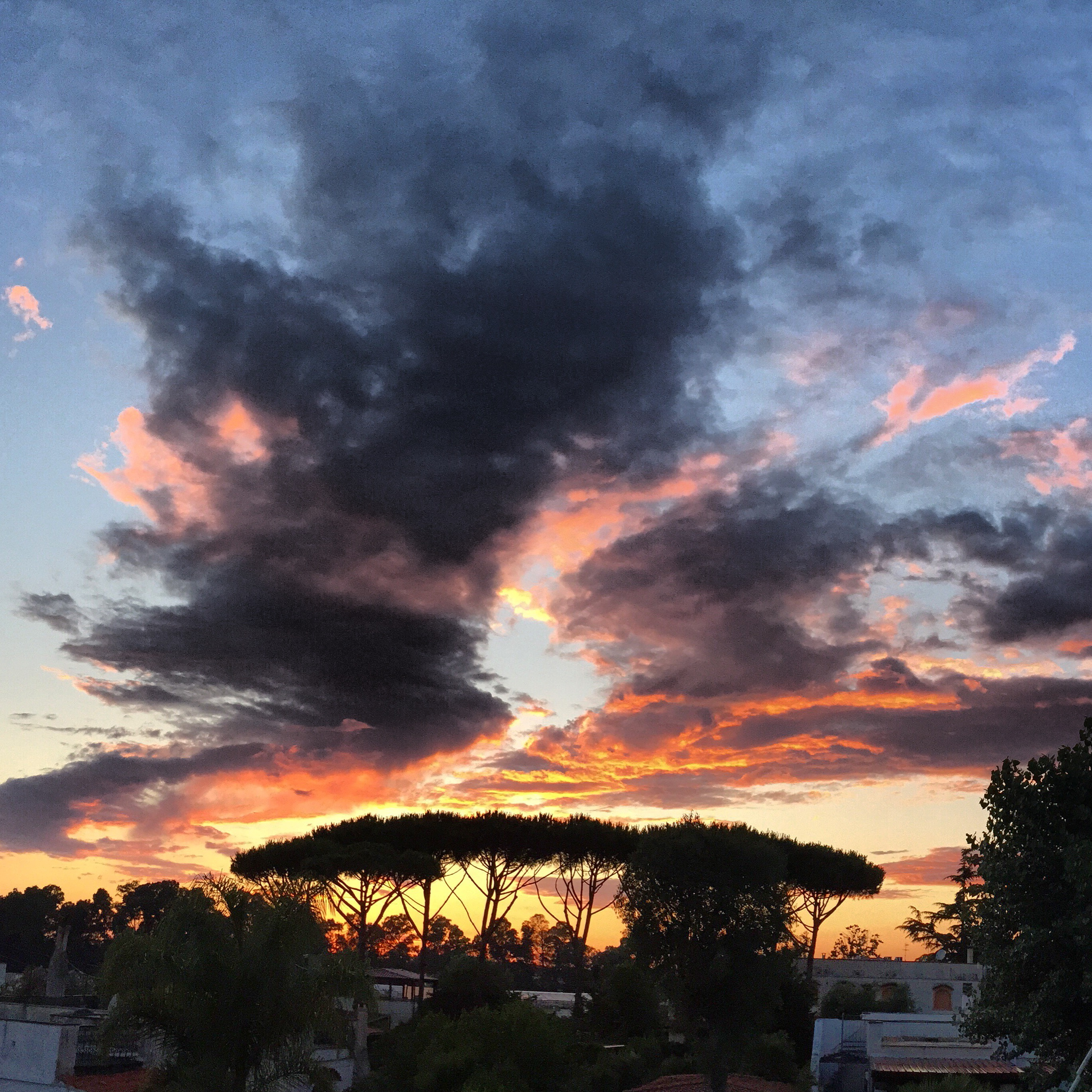
Tramonto a Borgo Hermada

Borgo Hermada, frazione del comune di Terracina, è uno dei borghi di nuova fondazione del periodo fascista, sorti nell'Agro Pontino.
Il centro abitato si estende su una vasta area rurale distante 6 km dal capoluogo comunale.

## Storia e territorio
Borgo Hermada o Borgo Ermada, nacque, insieme ad altri centri simili, come centro di servizi per l'ampia opera di appoderamento resa possibile con la bonifica dell'Agro Pontino, durante il ventennio fascista. Il territorio, liberato da acquitrini e boschi planiziali e reso così coltivabile, fu suddiviso in ampi appezzamenti da mettere a coltura a cura principalmente dell'Opera Nazionale Combattenti (O.N.C.).
Borgo Hermada fu edificato in località Macchia di Piano, a partire dal 1932, dall'O.N.C. Nel 1933 il commissario governativo per la Bonifica dell'Agro Pontino, Valentino Orsolini Cencelli, stabilì che la denominazione dei nuovi borghi facesse riferimento a battaglie famose della prima guerra mondiale. In tal modo il nuovo insediamento prese il nome dal monte Ermada, oggi al confine sloveno.
Quando Mussolini, nel 1934, visitò la zona delle bonifiche per recarsi all'inaugurazione della provincia di Littoria, il borgo era ancora, almeno in parte, in costruzione.
Vi ebbe sede l'"azienda agraria dell'Hermada", una delle aziende create dal O.N.C. per gestire le migliaia di poderi creati nell'area circostante e condotti a mezzadria, attiva fino agli anni '60.
Il borgo si distingue da altri vicini per lo stile architettonico antidecorativo degli edifici principali più vicino ai caratteri razionalisti e interessato solo in parte dagli aspetti storicisti che caratterizzavano molti degli edifici rappresentativi delle nuove fondazioni nell'Agro Pontino.  Infatti alcuni dei progettisti utilizzati furono gli stessi di Sabaudia: gli architetti Gino Cancellotti, Luigi Piccinato, Alfredo Scalpelli, Eugenio Montuori, che insieme progettano la chiesa; l'ingegnere Alfredo Pappalardo, dell'Ufficio tecnico dell'O.N.C., progetta invece la scuola e il serbatoio, il centro aziendale e gli schemi tipo per le case coloniche dei poderi; Piccinato le Poste e la Casa del fascio.
Particolarmente interessante è la chiesa di Sant'Antonio, caratterizzata da una facciata rettangolare, ispirata all'architettura medievale abruzzese.

## Feste e sagre
Ogni 13 giugno a Borgo Hermada festeggia Sant'Antonio di Padova con la Solenne Processione che conclude la festa la prima domenica di luglio, alle ore 20 circa, dopo la Messa, accompagnata dalla Banda Musicale "Città di Terracina".
Ad aprile di ogni anno, solitamente nella terza decade, a Borgo Hermada dal 1973 si tiene la Pedagnalonga, la tradizionale passeggiata di primavera tra i poderi. In contemporanea anche due corse podistiche: la mezza maratona di 21 km e la "maratonina" di 10 km. L'evento rientra negli appuntamenti Earth Day Italia. 
La tradizionale Festa della Birra si svolge nei mesi di luglio e agosto.